# Svenneby församling
För församlingen i Skara stift som haft detta namn, se Sveneby församling
Svenneby församling är en församling i Norra Bohusläns kontrakt i Göteborgs stift. Församlingen ligger i Tanums kommun i Västra Götalands län och ingår i Tanums pastorat.

## Administrativ historik
Församlingen har medeltida ursprung. 
Församlingen har till 2018 varit annexförsamling i pastoratet Kville, Bottna och Svenneby som från 1995 även omfattar Fjällbacka församling. Från 2018 ingår församlingen i Tanums pastorat.
Vid en brand i Kville prästgård 1904 förstördes pastoratets arkiv och därmed kyrkböcker för släktforskning.

## Kyrkobyggnader
- Svenneby kyrka
- Svenneby gamla kyrka, en medeltidskyrka